# Grethe Ingmann

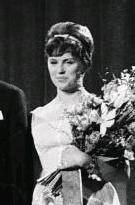
Grethe Ingmann (1963)

Grethe Ingmann (17 de junho de 1938 – 18 de agosto de 1990) foi uma cantora dinamarquesa. Ela fez parte do dueto Grethe og Jørgen Ingmann, (Grethe & Jørgen Ingmann, formado com o seu marido , o guitarrista Jørgen. Ambos venceram o  Festival Eurovisão da Canção 1963, onde representaram a Dinamarca com a canção  the song "Dansevise" com música de  Otto Francker e letra de Sejr Volmer-Sørensen.
O casal conheceu-se em  1955, casou-se em 1956 e divorciaram-se em 1975. Grethe faleceu em 1990, vítima de cancro.